# Bernhard von Arnswald
Carl August Bernhard von Arnswald (* 1. September 1807 in Eisenach; † 27. September 1877 auf der Wartburg) war großherzoglich-sächsischer Kammerherr und Schlosshauptmann, Oberstleutnant und Kommandant der Wartburg.

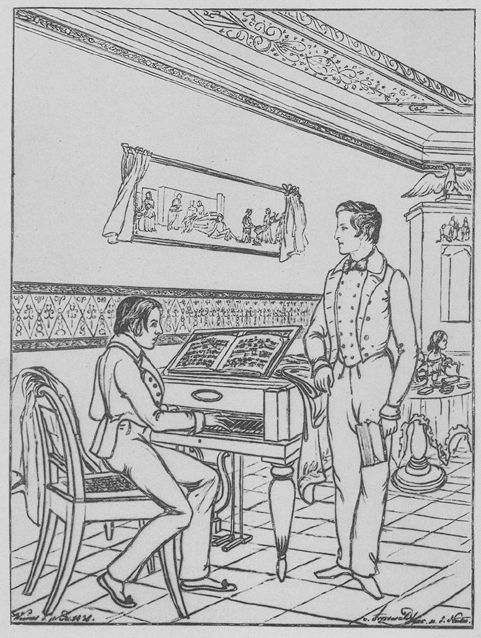
1836 gefertigte Zeichnung der Brüder Walther (am Flügel sitzend) und Wolfgang Maximilian von Goethe sowie rechts im Hintergrund ihre Schwester Alma

## Leben
Er stammt aus dem thüringischen Adelsgeschlecht von Arnswald und war der älteste Sohn von Karl August von Arnswald (1776–1831), Herr auf Kelbra, großherzoglich-sächsischer Oberforstmeister, und der Ernestine von Holleben (1789–1877).
Arnswald war ab 1840 Schlosshauptmann auf der Wartburg während ihrer Restaurierung (1838–1890), wobei er besonders für mittelalterliche Werte eintrat: Altertümliches und der frühere Baustil sollten wiederhergestellt werden. Er stimmte bezüglich der Gestaltung der Räume in den meisten Fragen mit dem Architekten Hugo von Ritgen (1811–1889) überein. Doch oft musste Arnswald, ein eher positiv eingestellter Mann von fröhlichem Naturell, als Schlichter zwischen Ritgen und dem Maler Moritz von Schwind (1804–1871) eintreten. 
Er war künstlerisch begabt und zeichnete selbst Aquarelle, welche auch heute noch auf der Wartburg besichtigt werden können.
Arnswald war sehr eng mit dem Dichter, Forscher und Sammler Ludwig Bechstein (1801–1860) befreundet. Er starb unverheiratet kurz nach Vollendung seines 70. Lebensjahres auf der Wartburg.

## Ehrungen
In Eisenach trägt die Bernhard-von-Arnswald-Straße seinen Namen.

## Werke
- Die Wandgemälde des Landgrafensaales auf der Wartburg. Mit sieben Holzschnitten von August Gaber nach den Fresken von Moritz von Schwind. Verlag Friedrich Bruckmann, Stuttgart 1862 (Digitalisat).